# Tabea Vogel
Tabea Vogel (* 9. September 1979) ist eine Schweizer Musikerin, Swiss-Music-Awards-Preisträgerin und Berufsfotografin aus Zürich sowie Sängerin der Frauenband Härz.

## Leben und Wirken
Tabea Vogel wuchs in Aeschiried (BE) auf, zog in ihrer Kindheit für mehrere Jahre nach Wetzikon (ZH) und später nach Seewis im Prättigau (GR). Mit 11 Jahren begann sie, Querflöte und Klavier zu spielen. Mit 14 Jahren begann sie mit klassischem Gesangsunterricht. Im gleichen Jahr nahm sie auch ihr erstes Demo auf. In der Folge studierte sie an der Academy of Contemporary Music in Zürich sowie an der Jazzschule Zürich Gesang.
Mit 20 Jahren sang Vogel in ihrer ersten Band Sulco, mit der sie 2004 auch ein Studioalbum aufnahm. Sulco war damals die Begleitband von Swingbesa, heute bekannt als Dabu Fantastic. 2002 sang Vogel während einer kurzen Tour als Backgroundsängerin des Schweizer Reggae-Musikers Phenomden. 2006 übernahm sie den Posten als Frontfrau der Band RundFunk.
Ab 2006 startete Vogel parallel dazu eine Solo-Karriere und veröffentlichte im selben Jahr eine EP gemeinsam mit dem Bassisten Kü. 2014 folgte die EP „Singing Bird“. 2006 schaffte sie es zudem in die erste Runde der Casting-Show „Superstar“ auf dem Fernsehsender 3+. 2011 bewarb sie sich für den Eurovision Song Contest mit dem Song „Go on“.
2017 trat sie der Mütterband Härz bei. Deren selbstbenanntes Debütalbum schaffte es auf Anhieb auf Platz 3 der Schweizer Hitparade, die dritte Single „Sonä Momänt“ auf Platz 11. 2019 erhielt Vogel mit der gesamten Band Härz einen Swiss Music Award. Das zweite Album der Band soll 2020 erscheinen.

## Privates
Tabea Vogel ist verheiratet und Mutter von zwei Kindern. Nebst ihrer Tätigkeit als Sängerin arbeitet sie als Berufsfotografin. Sie hat ein Fotostudio in Zürich.

## Diskografie

### Alben

#### Mit Sulco
- 2004: Funk on

#### Mit RundFunk
- 2007: We want the Funk

#### Mit Härz
- 2018: Härz

### EPs/Singles

#### Solo
- 2006: Tabea & Kü Bass (EP)
- 2013: D’Sunne (Single)
- 2014: Singing Bird (EP)
- 2014: Game Over